# Епархия Сороти
Епархия Сороти (лат. Dioecesis Sorotiensis) — епархия Римско-Католической Церкви с центром в городе Сороти, Уганда. Епархия Сороти входит в митрополию Тороро. Кафедральным собором епархии Сороти является церковь Непорочного Зачатия Пресвятой Девы Марии в городе Сороти.

## История
29 ноября 1980 года Римский папа Иоанн Павел II издал буллу Ad spiritualem, которой учредил епархию Сороти, выделив её из епархии Тороро.

## Ординарии епархии
- епископ Erasmus Desiderius Wandera (1980—2007);
- епископ Emmanuel Obbo (2007 — 2014).
  - Emmanuel Obbo A.J., с 2.01.2014 (апостольский администратор)

## Источник
- Annuario Pontificio, Libreria Editrice Vaticana, Città del Vaticano, 2003, ISBN 88-209-7422-3
- Булла Ad spiritualem, AAS 73 (1981), стр. 221  (лат.)